# 336
| [ Edytuj tabelę ] |                             |
| Król Aksum        | - 320 Ezana 360             |
| Król Armenii      | - 330 Chosroes II 338       |
| Władca Guptów     | - 330 Samudragupta 375      |
| Władca Korei      | - 331 Kogugwŏn 371          |
| Papież            | - 336 Marek 336             |
| Król Persji       | - 309 Szapur II 379         |
| Cesarz Rzymu      | - 306 Konstantyn Wielki 337 |

Rok 336 / CCCXXXVI
stulecia: III wiek ~
IV wiek ~
V wiek

lata: 326 «
331 «
332 «
333 «
334 «
335 «
336
» 337
» 338
» 339
» 340
» 341
» 346

## Wydarzenia

### Według miejsca

#### Cesarstwo Rzymskie
- Sukcesy militarne cesarza Konstantyna I spowodowały, że większość Dacji została odbita przez Imperium Rzymskie.
- Pierwsza zarejestrowana taryfa celna zaczęła obowiązywać w Palmyrze[1].
- Kolonowie nie mogli występować ze skargą przeciw panom.

### Według tematu

#### Religia
- 18 stycznia – Marek zastąpił Sylwestra I jako 34. papież Kościoła katolickiego.
- Papież Marek rozpoczyna budowę bazyliki św. Marka; świątynia została poświęcona św. Markowi Ewangeliście.
- Ariusz upada na ulicy w Konstantynopolu w drodze na obrady synodu, który miał go zrehabilitować i przyjąć ponownie do Kościoła (data przybliżona).
- Papież Marek umiera w Rzymie, po trwającym 11 miesięcy pontyfikacie. Do końca tego roku nie wyznaczono następcy.

## Urodzili się
- Chi Chao (lub Jingyu), chiński doradca i polityk (zm. 377)
- Murong De, chiński władca ludu Xianbei (zm. 405)
- Richū, cesarz Japonii (przybliżona data)

## Zmarli
- 7 października – Marek, papież, święty Kościoła katolickiego
- Ariusz wczesnochrześcijański prezbiter, teolog, twórca arianizmu (ur. 256)
- Gan Bao (lub Kan Pao), chiński historyk
- Murong Ren (lub Qiannian), chiński generał